# Koti (langue)
Pour les articles homonymes, voir Koti (homonymie).
Le  koti, ou ekoti, est une langue bantoue, du sous-groupe makua, parlée au Mozambique. Elle parlée par près de 78 000 personnes principalement autour d’Angoche dans la province de Nampula.